# Titanosticta macrogaster
Titanosticta macrogaster là loài chuồn chuồn trong họ Isostictidae. Loài này được Donnelly miêu tả khoa học đầu tiên năm 1993.